# 伦乐县
伦乐县（英語：Lundu District）是砂拉越古晋省下辖的其中一个县，人口约3.3万（2008年人口普查），县城是伦乐。伦乐县下辖有一个副县：三马丹副县 （Sematan Sub-District）。

## 地理
伦乐县是砂拉越最西边的县，总面积1,812.3平方公里，北面的南中国海。丹绒达督（Tanjung Datu）是伦乐县与砂拉越最西端的地域。在伦乐县北部，从海岬往东到鸿武雁（Rambungan）都是连绵的海岸，岸外有多个岛屿：大达浪达浪岛（Talang-Talang Besar Island）、小达浪达浪岛（Talang-Talang Kecil Island）、三巴里岛（Sampadi Island）、大沙丹岛（Satang Besar Island） 和小沙丹岛 （Satang Kecil Island）。
县里有一条长125公里，流域面积约有1,711平方公里的河，它是加央河（Kayan River）。它发源于东南部边界的康泰山（Kandai Mountain），是伦乐县居民的母亲河。
伦乐县的南部是连绵的边界山脉，而在海岸与高山峻岭之间的腹地是冲积平原。千万年之前，加央河的河水把泥沙从上游带到了这原本是低洼的沼泽地，使这辽阔的平原逐渐形成。

## 历史

伦乐县地图

伦乐县地图

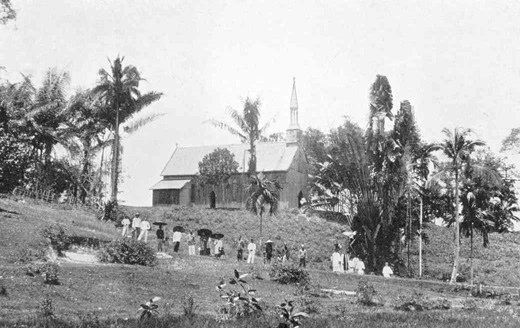
圣公会教堂 - 1855年

18世纪中，一个毕达友族部落从石隆门迁移到加央河的东岸垦荒，便是现今的史东岸马来甘榜（Kampong Stunggang Melayu）。后来这部落自称是伦乐达雅族（Dayak Lundu）。
19世纪初，原本居住在诗里阿曼省鲁巴河（Lupar River）西岸的巴劳（Balau）地区的伊班族因为与周围的部落不睦而集体迁移到实巫遥（Sebuyau）。其中有一部分的人和这支伊班部落的头目雅梦（Nyambong）则继续往西迁移，到三马拉汉省的一些地区及古晋县的郭甘榜（Kampong Kuap）。后来在雅梦的带领下，他们来到了加央河的入海河口，继而溯河直上，到现今加央河西岸的史东岸达雅甘榜（Kampong Stunggang Dayak）附近建了屋长定居下来。随后，此长屋的屋长朱加（Jugah）曾在1839年到古晋和詹姆士·布魯克会面。后来他带领着族人跟随詹姆士·布魯克军队出征围剿各地的叛乱，立下了不少战功，因此也被封赐为“Orang Kaya Pemancha”。
在1850年8月，伦乐县西南边来了一批居住印尼的华人与毕达友人到县里开垦。这批迁徙到伦乐县的华人是在西加里曼丹三发（Sambas）挖矿及务农的客家人，因遭到荷兰军的攻击而逃到伦乐县距离史东岸甘榜一哩外。此后他们在该地区从事了农业耕种，继而定居下来。此外，其他籍贯的华人如：潮汕人和闽南人，也陆续的在数十年后从水路到伦乐县栽种甘蜜、胡椒及经商。而从印尼迁徙过来伦乐县的三个毕达友部族：加沟（Jagoi）、实拉哥（Selako）和拉腊（Lara）都遍布于加央河的西岸至三马丹一带。
马来人则是在伦乐镇成为县城后，才从納土納群島（Natuna Islands）迁徙到伦乐县，主要是出海捕鱼。
在1850年，詹姆士史东岸达雅甘榜附近兴建炮垒，政府公署和驻军。在1851年，圣公会大主教 弗朗西斯·托马斯·麦陀尔（Francis Thomas McDougall）曾到伦乐县考察访问，随后便委派威廉高密斯牧师（William Gomes）设立传教中心，进行布道工作及创办学校。在1855年，威廉高密斯牧师在史东岸达雅村口的一座山上，建了伦乐县第一座教堂。百多年后，当旁边的新教堂在1986年兴建完毕后，旧教堂也跟着被拆除，但却留下了一个铜钟，继续沿用至今。
在布鲁克王朝之前，伦乐县隶属于汶莱所统辖。而在布鲁克王朝建立后，伦乐县在1877年6月22日升格为县，成了砂拉越最早建县的县份之一。伦乐县第一任县长是亨利·菲茨吉本·德松（Henry Fitzgibbon Deshon），沿至今日已有40多位县长。

## 人口分布
2010年伦乐县人口为33,413。（包括三马丹副县）
| 2010年伦乐县族群比例 | 2010年伦乐县族群比例 | 2010年伦乐县族群比例 | 2010年伦乐县族群比例 | 2010年伦乐县族群比例 |
| -------------------- | -------------------- | -------------------- | -------------------- | -------------------- |
| 族群 / 国籍          | 族群 / 国籍          |                      | 百分比               | 百分比               |
| 马来人               | 马来人               |                      | 34.32%               | 34.32%               |
| 伊班人               | 伊班人               |                      | 13.28%               | 13.28%               |
| 比达友人             | 比达友人             |                      | 36.02%               | 36.02%               |
| 马兰诺人             | 马兰诺人             |                      | 0.24%                | 0.24%                |
| 其它土著             | 其它土著             |                      | 0.68%                | 0.68%                |
| 华人                 | 华人                 |                      | 10.92%               | 10.92%               |
| 印度人               | 印度人               |                      | 0.11%                | 0.11%                |
| 其他                 | 其他                 |                      | 0.29%                | 0.29%                |
| 非马来西亚公民       | 非马来西亚公民       |                      | 4.13%                | 4.13%                |

| 族群               | 2010  | 2010    |
| 族群               | 人口  | 百分比  |
| ------------------ | ----- | ------- |
| 马来人             | 11467 | 34.32%  |
| 伊班人             | 4438  | 13.28%  |
| 比达友人           | 12034 | 36.02%  |
| 马兰诺人           | 81    | 0.24%   |
| 其他土著           | 228   | 0.68%   |
| 华人               | 3650  | 10.92%  |
| 印度人             | 37    | 0.11%   |
| 其他               | 98    | 0.29%   |
| 马来西亚公民总数   | 32033 | 95.87%  |
| 非马来西亚公民总数 | 1380  | 4.13%   |
| 总数               | 33413 | 100.00% |

## 经济
大约80%县里的居民是从事农业耕种：可可，黑胡椒，稻谷，水果及油棕。而沿海地区的居民大多是渔民。县里的居民也有从事养殖业：蟹，虎虾和淡水鱼。此外，木材业也是伦乐县的其中经济。

## 旅游景点

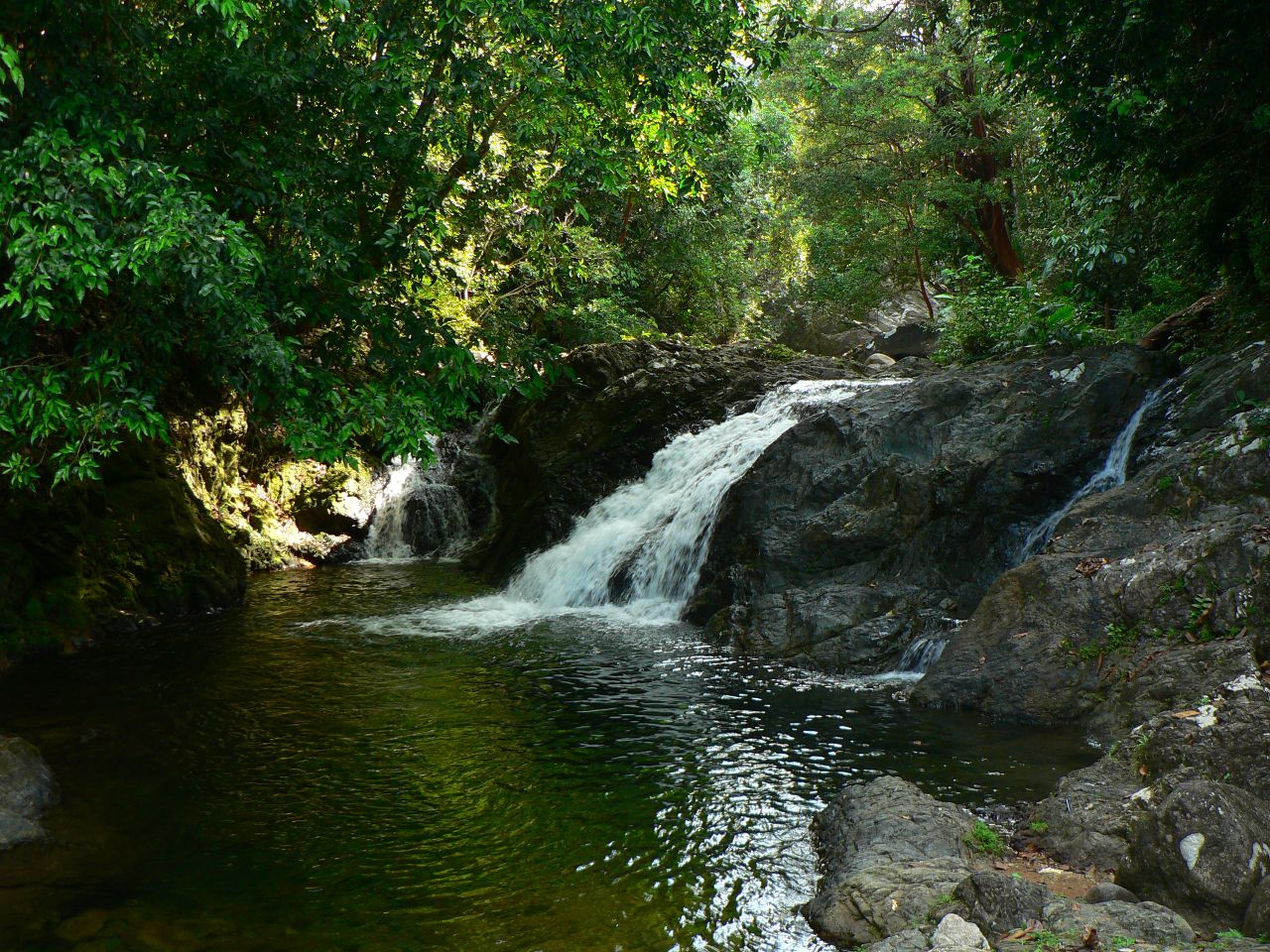
瑟巴特瀑布

### 国家公园
- 象牙山国家公园（Gunung Gading National Park）
- 达郎沙当国家公园（Talang-Satang National Park）
- 丹绒拿督国家公园（Tanjong Datu National Park）

### 野生动物园
- 马当野生动物园（Matang Wildlife Park）
- 三门山野生动物园（Samusan Wildlife Sanctuary）

### 海边
- 鸿武雁海边（Rambungan Beach）
- 斯亚海边（Siar Beach）
- 班丹海边（Pandan Beach）
- 阿邦阿名海边（Abang Amin Beach）
- 西鲁海边（Siru Beach）
- 普俄海边（Pueh Beach）

### 瀑布
- 象牙山瀑布（Air Terjun Gunung Gading）
- 章卡瀑布（Air Terjun Jangkar）
- 瑟巴哥瀑布（Air Terjun Sebako）
- 瑟巴特瀑布（Air Terjun Sebat）